# Thomaskirche (Oberzwehren)

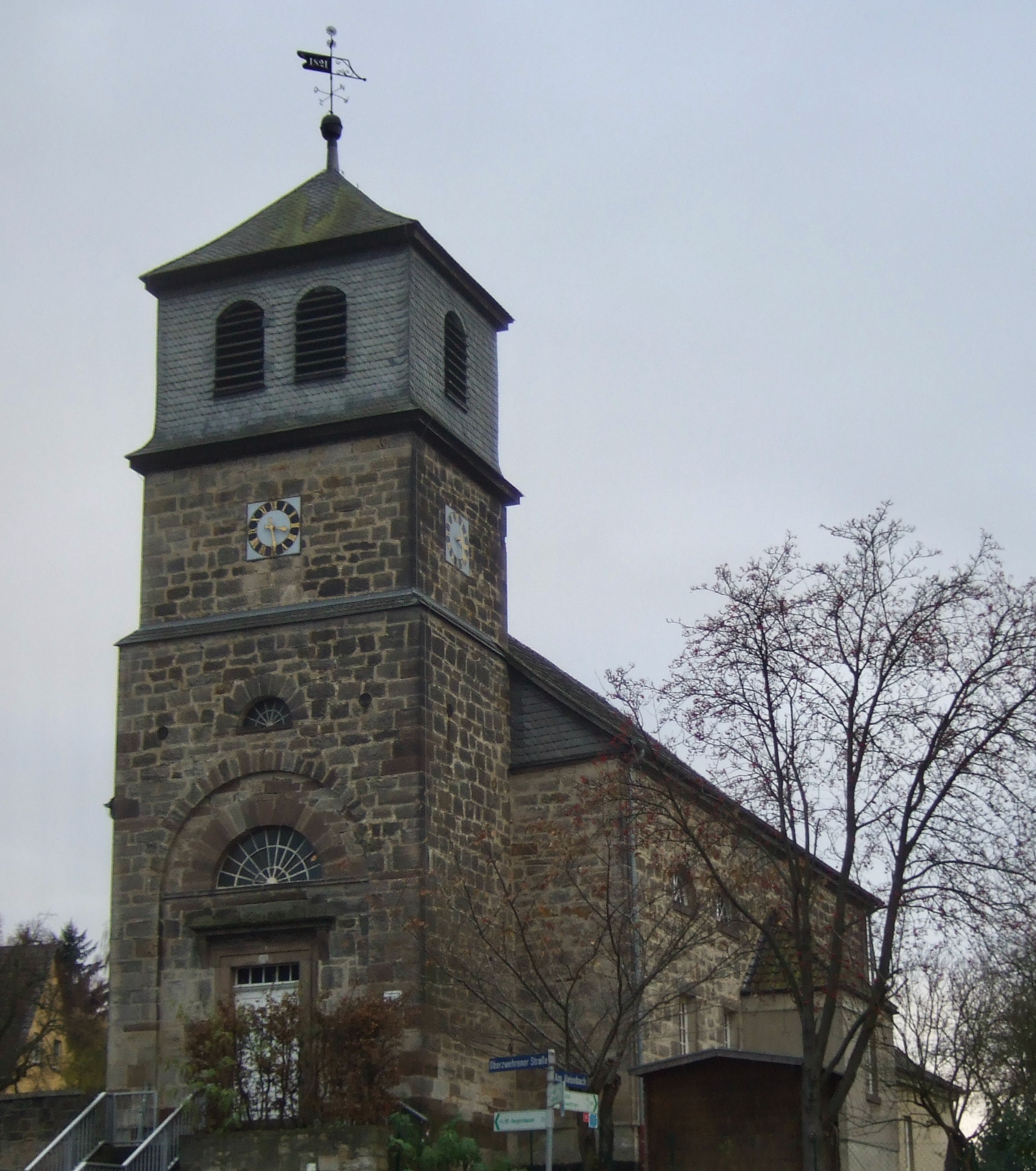
Thomaskirche in Oberzwehren

Die evangelische Thomaskirche ist ein denkmalgeschütztes Kirchengebäude, das in Oberzwehren steht, einem Stadtteil von Kassel. Die Kirchengemeinde gehört zum Stadtkirchenkreis Kassel im Sprengel Kassel der Evangelischen Kirche von Kurhessen-Waldeck.

## Beschreibung
Bereits 1611 wird in einer Urkunde eine Kirche erwähnt. Sie wurde 1820 wegen Baufälligkeit abgerissen. An ihrer Stelle wurde 1821–23 die klassizistische Saalkirche nach einem Entwurf von Daniel Engelhard ausgeführt. Der Kirchturm ist dem Kirchenschiff im Osten vorgestellt. Sein oberstes steinernes Geschoss beherbergt die Turmuhr. Hinter den Klangarkaden des darüber liegenden schiefergedeckten Geschosses befindet sich der Glockenstuhl. Die Orgel wurde 1823 von Georg Wilhelm gebaut. An das Kirchenschiff wurden 1964/65 die Sakristei und das Gemeindezentrum angebaut. Der Innenraum wurde zugleich von Wilhelm Hasper als Querkirche umgestaltet. An drei Seiten befinden sich Emporen.